# Абуш (Муреш)
Абуш (рум. Abuș) насеље је у Румунији у округу Муреш у општини Мика. Oпштина се налази на надморској висини од 293 m.

## Становништво
Према подацима из 2002. године у насељу је живело 363 становника.

### Попис2002.
| Расподела становништва по националности 2002.‍ | Расподела становништва по националности 2002.‍ | Расподела становништва по националности 2002.‍ | Расподела становништва по националности 2002.‍ | Расподела становништва по националности 2002.‍ |
| --------------------------------------------- | --------------------------------------------- | --------------------------------------------- | --------------------------------------------- | --------------------------------------------- |
|                                               |                                               |                                               |                                               |                                               |
| Румуни                                        | Румуни                                        |                                               | 150                                           | 41,3%                                         |
| Мађари                                        | Мађари                                        |                                               | 178                                           | 49,0%                                         |
| Роми                                          | Роми                                          |                                               | 35                                            | 9,6%                                          |